# ولجا قلوا
ولجا قلوا (به لاتین: Velja Glava}} یک عوارض جغرافیایی در صربستان است که در الکساندراواک واقع شده‌است.

## خصوصیات
ولجا قلوا ۱۸۸ نفر جمعیت دارد.